# خالد حیدری
خالد حیدری (زاده ۱۳۲۹ در مهاباد - درگذشته ۳۱ شهریور ۱۳۵۹ در کوت عراق) ستوان خلبان اف-۴ فانتوم ۲ نیروی هوایی ارتش ایران بود. وی در سال‌های نخست جنگ ایران و عراق از اعضای نیروی هوایی ارتش بود و در شهریورماه سال ۱۳۵۹ در جریان عملیات انتقام کشته شد، ولی پیکرش سال‌ها بعد، در سال ۱۳۹۱ در شهر کوت، عراق پیدا شد و به کشور بازگردانده شد.

## تحصیلات و آموزش نظامی
خالد حیدری پس از طی دوره یک ساله مقدماتی در ایران، در سال ۱۳۵۳ جهت فراگرفتن دوره‌های تکمیلی به مدت دو سال به آمریکا اعزام شد.
وی پس از آموزش پرواز با هواپیماهای تی-۳۷ و تی-۳۸ و اف-۴ به عنوان خلبان شکاری به ایران بازگشت و پس از ۶ ماه حضور در پایگاه یکم شکاری در سال ۱۳۵۶ به پایگاه سوم شکاری در همدان، منتقل شد.

## عملیات انتقام (آلفای سرخ)
عملیات استراتژیک هوایی «انتقام» ساعت ۱۴ روز ۳۱ شهریور ۱۳۵۹ به فاصله ۲ ساعت پس از حملهٔ نیروی هوایی عراق به چند پایگاه هوایی در ایران در پاسخ به این حمله، با عنوان «انتقام» با بمباران هوایی دو پایگاه هوایی عراق به منظور اثبات فعال بودن نیروی هوایی ایران به نیروهای عراقی انجام گرفت.
- دسته اول به رهبری سرگرد خلبان جهانگیر ابن‌یمین با نام پروازی " البرز " در یک آرایش پروازی چهار فروندی، از پایگاه هوایی بوشهر برخواسته و در ساعت ۱۷ نخستین بمبهای خود را بر روی پایگاه هوایی شعیبیه در استان بصره رها کردند.[۴]
- دسته دوم با نام پروازی آلفای سرخ "رد -آلفا red-alpha " نیز به رهبری سرگرد خلبان سید جلیل پوررضایی، از پایگاه هوایی نوژه در ساعت ۱۷:۵۵ نخستین بمبهای خود را بر پایگاه هوایی کوت رها کردند.[۵]

## مفقود شدن
خالد حیدری در عملیات انتقام، در حالی که به همراه تیم آلفارد از پایگاه سوم شکاری مأمور بمباران پایگاه هوایی کوت در استان میسان عراق بود هواپیمایش مورد اصابت یک فروند موشک سام قرار گرفت و در رود دجله سقوط کرد در این حمله خلبان محمد صالحی نیز به همراه خالد حیدری مفقود شد. با این اتفاق خالد حیدری اولین شهید نظامی ایران در جنگ ایران و عراق لقب گرفت.

همسر خالد حیدری در خاطرات خود در مورد این سانحه می‌گوید:
آخرین روز تابستان ۱۳۵۹ در همدان پایگاه هوایی شهید نوژه بودیم. مرخصی داشت و در خانه ماند. به دلیل حمله هواپیماهای عراقی مرخصی‌اش لغو شده بود و باید می‌رفت. من مخالفت می‌کردم اما او مدام مرا قانع می‌کرد و اصرار به رفتن داشت. یادم می‌آید روز اولی که عراق حمله کرد، بعد از دو ساعت که می‌خواست از خانه خارج شود، گفت: «من می‌روم شاید برگشتنی نباشم، نزد مادرم برو، اینجا امن نیست.» ساکی که نقشه‌های جنگی‌اش در آن بود را برایش حاضر کردم و به خواست خودش تکه‌ای از موهای دخترمان «طلا» را برایش گذاشتم. وقتی شهید شد ما خبر نداشتیم. تا این‌که همهٔ هم‌رزمانش بازگشتند اما خبری از او نشد. مأموریت او خارج از مرزهای ایران بود و من همواره منتظر بازگشتش بودم.

## پیدا شدن

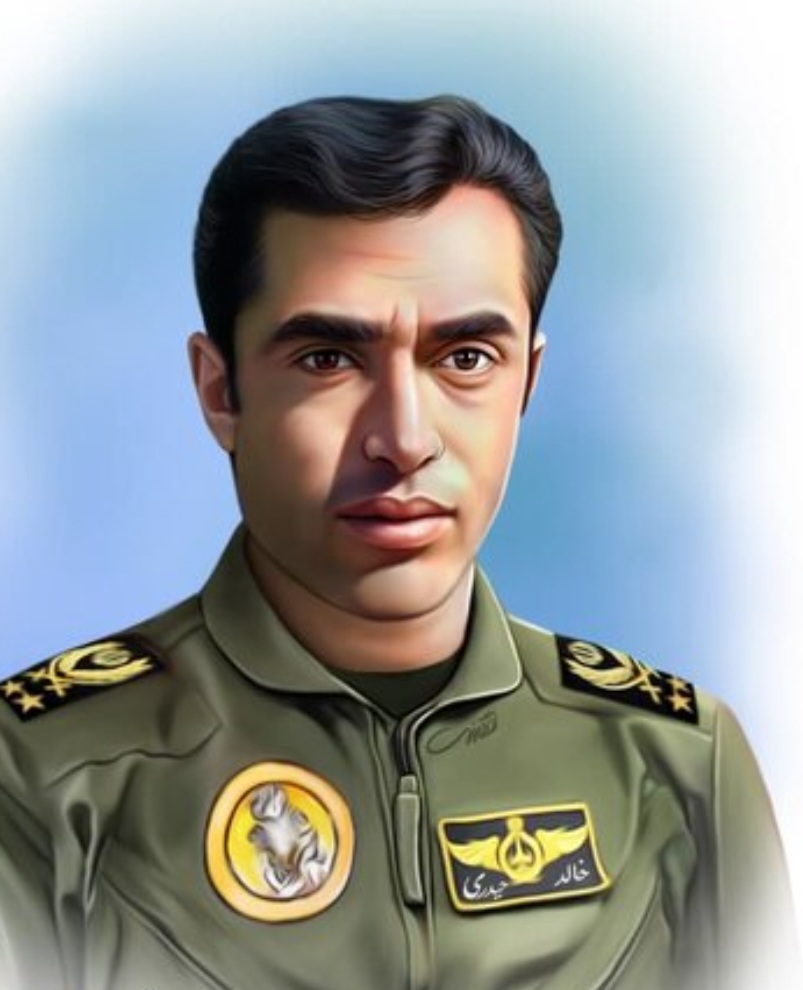
نگاره‌ای گرافیکی از خالد حیدری

پس از سال‌ها، در یک عملیات اکتشاف در سال ۱۳۹۱ در یک قبرستان در شهر کوت، پیکر خلبان‌های آلفا رد پیدا شد و به ایران بازگرداننده شد و پس از یک مراسم پیکر خالد حیدری به زادگاهش مهاباد منتقل شد و در آن‌جا به خاک سپرده شد. در عملیات لایه‌روبی رودخانهٔ دجله لاشهٔ متلاشی شدهٔ هواپیمای عملیات آلفا رد پیدا شد. مستند آلفارد، به کارگردانی هوشنگ میرزایی، به موضوع این عملیات پرداخته‌است.

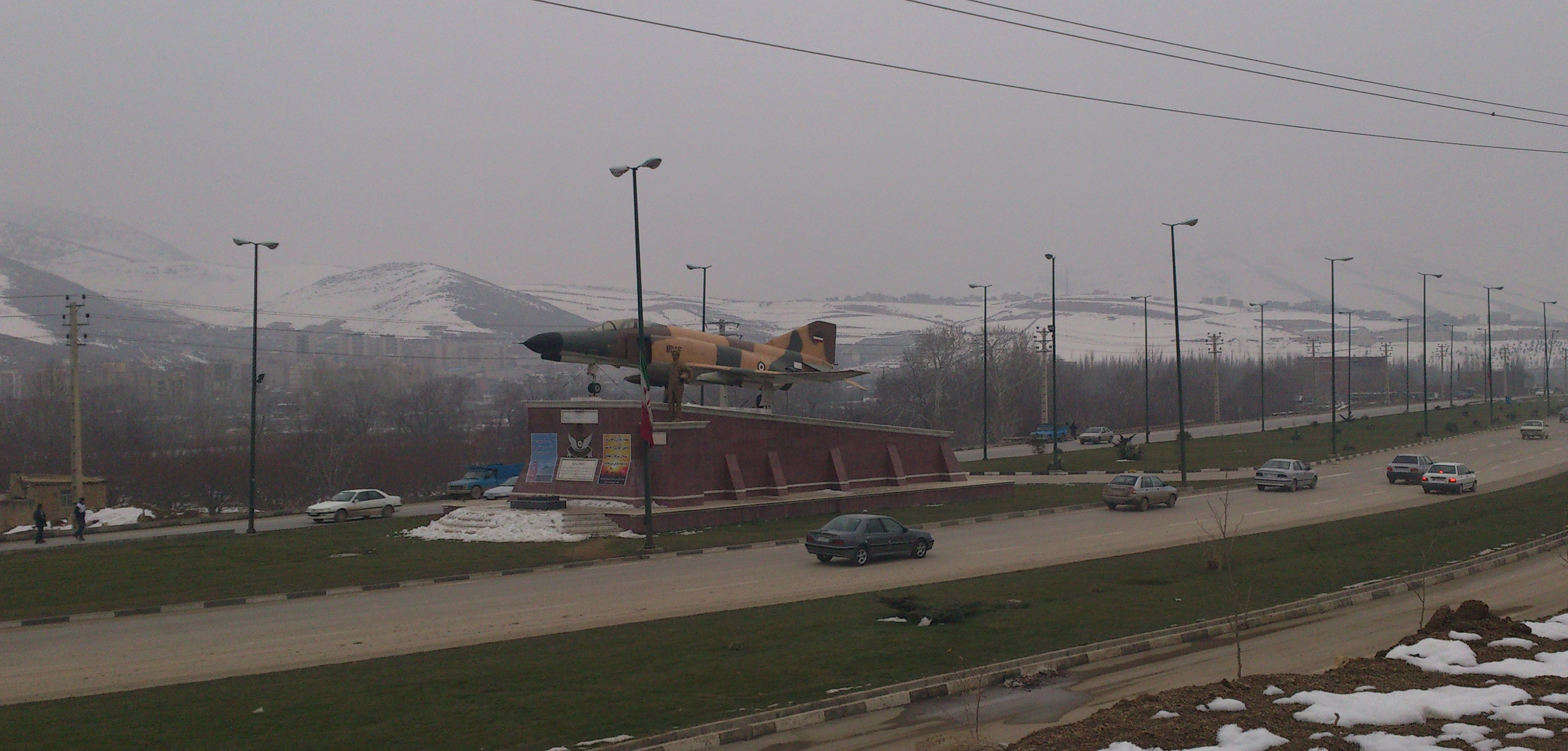
ورودی مهاباد-ارومیه که ماکت هواپیمای جنگنده و تندیس خالد حیدری (خلبان مهابادی) در ابتدای آن قرار داده شده